# Cathédrale Saint-Louis-des-Invalides
De Cathédrale Saint-Louis-des-Invalides (in het Nederlands Sint-Lodewijkskathedraal of Soldatenkathedraal) is een kathedrale kerk in Parijs, die een onderdeel vormt van het Hôtel des Invalides. De kerk is architectonisch één geheel met de koepelkerk (Église du Dôme), waarbij het schip de soldatenkathedraal vormt en het priesterkoor de koepelkerk.
De Sint-Lodewijkskathedraal komt uit op de Cour d'Honneur (binnenplaats) van het complex. De kerk is een voorbeeld is van klassieke Franse architectuur. De beschermheilige van de kerk is de heilige Franse koning Lodewijk IX.
Aan de kroonlijsten hangt een reeks vlaggen, veroverd op de vijand bij veldtochten in de negentiende en de twintigste eeuw. Het opmerkelijke orgelbuffet dateert uit 1679.
De kerk maakt ook deel uit van het Musée de l'Armée (legermuseum), dat gerenoveerd werd van 2003 tot 2008.
Als zetel van de bisschop van de Franse krijgsmacht is Saint-Louis-des-Invalides een kathedrale kerk.

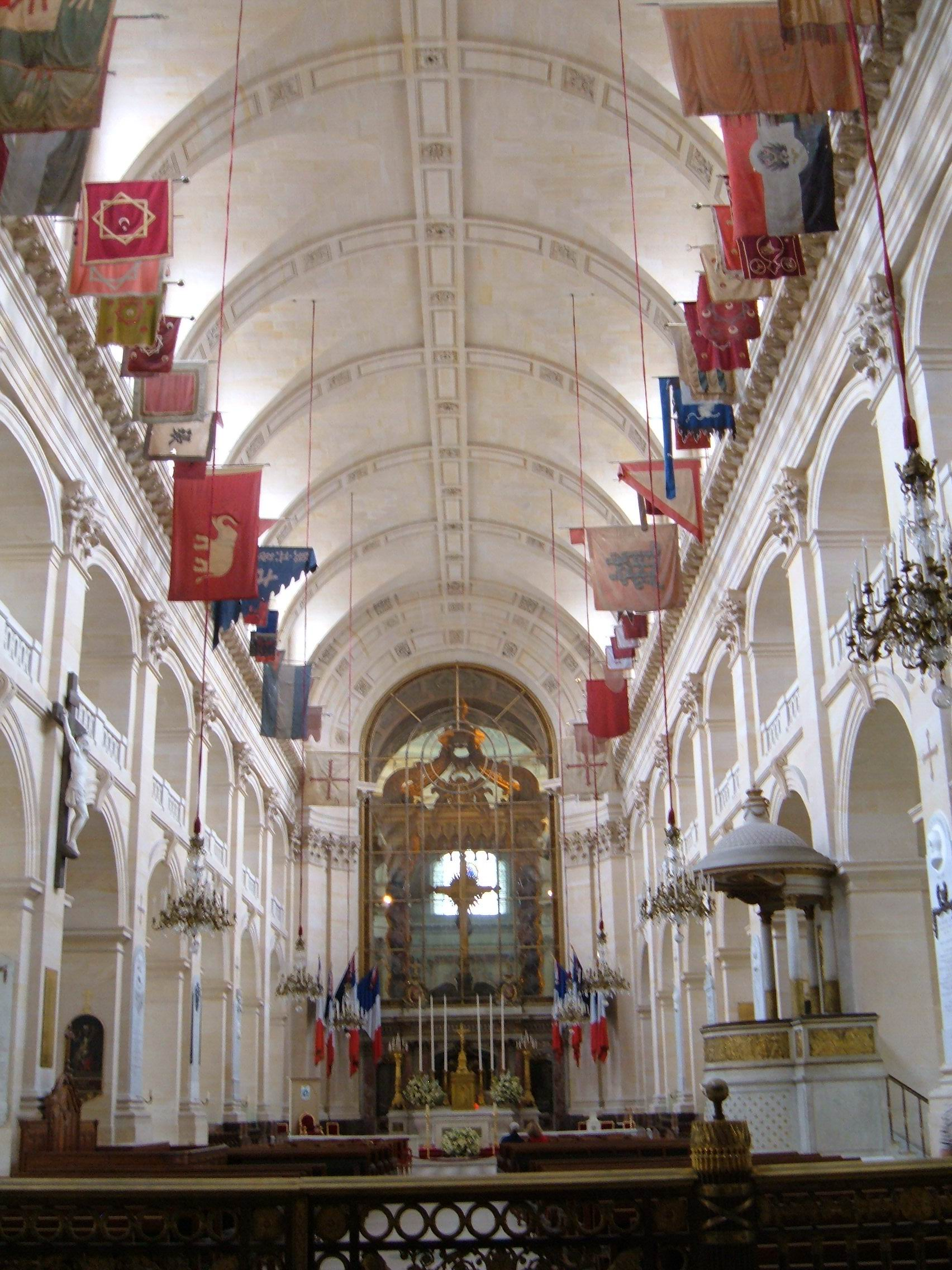
De door het Franse leger veroverde vlaggen.
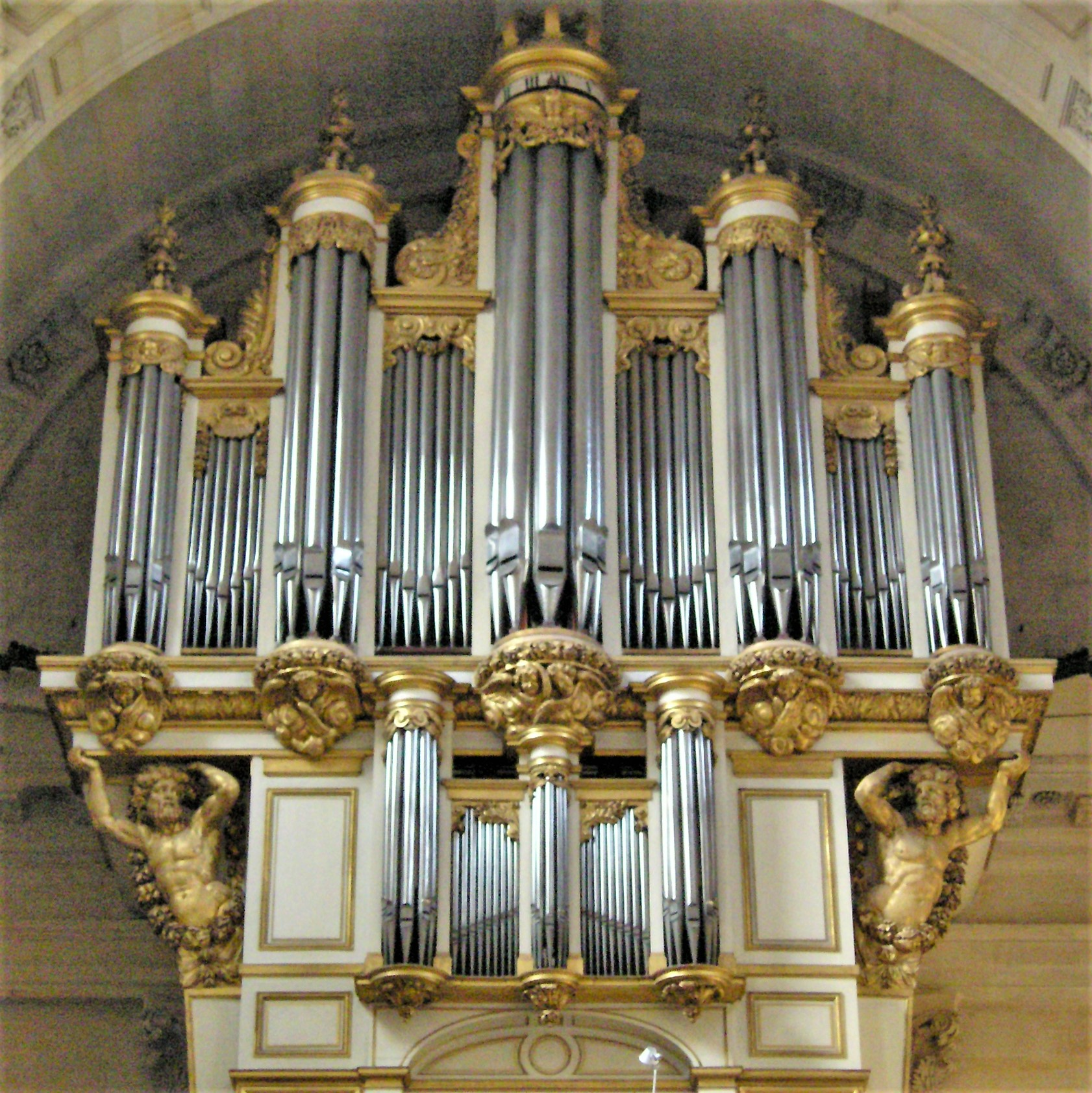
Het orgel van de kathedraal.